# Crambus netuncus
Crambus netuncus is een vlinder uit de familie grasmotten (Crambidae). De wetenschappelijke naam van deze soort is voor het eerst geldig gepubliceerd in 2012 door Graziano Bassi.
De soort komt voor in tropisch Afrika. Ze werd ontdekt in Ethiopië.